# Gran Premio de Francia de Motociclismo de 1982
El Gran Premio de Francia de Motociclismo de 1982 fue la tercera prueba de la temporada 1982 del Campeonato Mundial de Motociclismo. El Gran Premio se disputó el 9 de mayo de 1982 en el Circuito Paul Armagnac.
Una gran cantidad de pilotos decidieron no participar en este Gran Premio ya que se quejaban que el circuito necesitaba una serie de mejoras en el asfaltado que ponían en peligro su seguridad. Unas reivindicaciones que ya se produjeron el año anterior y que, al no cumplirse este año, decidieron no tomar parte en el Gran Premio. Al final de la carrera, el jurado propuso sancionar a los huelguistas con multas y suspensiones. La FIM rechazó todas las solicitudes, multando solo a Ángel Nieto por algunos insultos. También se advirtió a la federación francesa de motocicletas (por haber organizado el GP en un circuito inadecuado) y al director de la carrera (por evidente ineptitud).

## Resultados 500cc
En la categoría reina, todos los grandes espadas de la categoría secundarían el boicot y dejó paso a que los pilotos que habitualmente no tienen opción de podio  tuvieran sus opciones. Así, el suizo Michel Frutschi y su Sanvenero demostraron su superioridad en tanto que Jean Lafond, que había dominado en los entrenamientos, tenía problemas y acabaría abandonando.
| Pos.     | Piloto              | Moto               | Tiempo     | Pts. |
| -------- | ------------------- | ------------------ | ---------- | ---- |
| 1        | Michel Frutschi     | Sanvenero          | 57:22.410  | 15   |
| 2        | Franck Gross        | Suzuki             | +9.130     | 12   |
| 3        | Steve Parrish       | Yamaha             | +14.640    | 10   |
| 4        | Sergio Pellandini   | Suzuki             | +17.810    | 8    |
| 5        | Stuart Avant        | Suzuki             | +18.120    | 6    |
| 6        | Guido Paci          | Yamaha             | +27.580    | 5    |
| 7        | Philippe Robinet    | Suzuki             | +33.930    | 4    |
| 8        | Chris Guy           | Suzuki             | +37.620    | 3    |
| 9        | Andreas Hofmann     | Suzuki             | +51.600    | 2    |
| 10       | Philippe Coulon     | Suzuki             | +53.730    | 1    |
| 11       | Wolfgang von Muralt | Suzuki             | +59.250    |      |
| 12       | Lorenzo Ghiselli    | Suzuki             | +1:00.830  |      |
| 13       | Peter Sjöström      | Suzuki             | +1:10.550  |      |
| 14       | Børge Nielsen       | Suzuki             | +1:11.510  |      |
| 15       | Giovanni Pelletier  | Morbidelli         | +1 Vuelta  |      |
| 16       | Marco Papa          | Suzuki             | +1 Vuelta  |      |
| 17       | Marco Greco         | Suzuki             | +2 Vueltas |      |
| 18       | Jon Ekerold         | Suzuki             | +2 Vueltas |      |
| Ret      | Louis-Luc Maisto    | Suzuki             | Ret        |      |
| Ret      | Gina Bovaird        | Suzuki             | Ret        |      |
| Ret      | Christian Le Liard  | Suzuki             | Ret        |      |
| Ret      | Jean Lafond         | Fior               | Ret        |      |
| Ret      | Leandro Becheroni   | Suzuki             | Ret        |      |
| Ret      | Guy Bertin          | Sanvenero          | Ret        |      |
| Ret      | Raymond Roche       | Suzuki             | Ret        |      |
| Ret      | Maurice Coq         | Suzuki             | Ret        |      |
| Ret      | Bernard Fau         | Suzuki             | Ret        |      |
| Ret      | Víctor Palomo       | Suzuki             | Ret        |      |
| DNS      | Kork Ballington     | Kawasaki           | Boicot     |      |
| DNS      | Graeme Crosby       | Marlboro-Yamaha    | Boicot     |      |
| DNS      | Boet van Dulmen     | Suzuki             | Boicot     |      |
| DNS      | Marc Fontan         | Sonauto-Yamaha     | Boicot     |      |
| DNS      | Takazumi Katayama   | RSC-Honda          | Boicot     |      |
| DNS      | Marco Lucchinelli   | RSC-Honda          | Boicot     |      |
| DNS      | Randy Mamola        | HB-Suzuki          | Boicot     |      |
| DNS      | Jack Middelburg     | Ergon-Suzuki       | Boicot     |      |
| DNS      | Loris Reggiani      | Gallina-Suzuki     | Boicot     |      |
| DNS      | Kenny Roberts       | Yamaha             | Boicot     |      |
| DNS      | Seppo Rossi         | Suzuki             | Boicot     |      |
| DNS      | Barry Sheene        | John PLayer-Yamaha | Boicot     |      |
| DNS      | Freddie Spencer     | RSC-Honda          | Boicot     |      |
| DNS      | Franco Uncini       | Gallina-Suzuki     | Boicot     |      |
| Sources: |                     |                    |            |      |

## Resultados 350cc
Esta categoría tuvo cierto boicot pero algunos de los grandes pilotos aún participaron. Y, en este caso, se presenció una buena lucha entre el francés Jean-François Baldé y el belga Didier de Radiguès, que cayó del lado del primero por medio segundo.
| Pos. | Piloto               | Moto              | Tiempo    | Pts. |
| ---- | -------------------- | ----------------- | --------- | ---- |
| 1    | Jean-François Baldé  | Kawasaki          | 51:57.960 | 15   |
| 2    | Didier de Radiguès   | Chevallier-Yamaha | +0.500    | 12   |
| 3    | Jeffrey Sayle        | Armstrong-Rotax   | +9.090    | 10   |
| 4    | Alan North           | Bimota-Yamaha     | +12.240   | 8    |
| 5    | Martin Wimmer        | Yamaha            | +15.080   | 6    |
| 6    | Herbert Hauf         | Kawasaki          | +40.640   | 5    |
| 7    | Wolfgang von Muralt  | Bimota-Yamaha     | +42.600   | 4    |
| 8    | Jacques Cornu        | Yamaha            | +56.160   | 3    |
| 9    | Tony Head            | Yamaha            | +1:00.790 | 2    |
| 10   | Mar Schouten         | Yamaha            | +1:19.090 | 1    |
| 11   | Massimo Matteoni     | Bimota-Yamaha     | +1:20.130 |      |
| 12   | Marie-Paul Violland  | Yamaha            | +1 Vuelta |      |
| 13   | Jean-Michel Mattioli | Yamaha            | +1 Vuelta |      |
| 14   | Harald Eckl          | Yamaha            | +1 Vuelta |      |
| 15   | Bengt Elgh           | Yamaha            | +1 Vuelta |      |
| 16   | Christer Eliasson    | Yamaha            | +1 Vuelta |      |
| 17   | Con Law              | Yamaha            | +1 Vuelta |      |
| 18   | Graeme McGregor      | Yamaha            | +1 Vuelta |      |
| DNS  | Éric Saul            | Chevallier-Yamaha | Boicot    |      |
| DNS  | Carlos Lavado        | Yamaha            | Boicot    |      |
| DNS  | Anton Mang           | Kawasaki          | Boicot    |      |
| DNQ  | Patrick Fernandez    | Bimota-Bartol     | DNQ       |      |

## Resultados 250cc
En el octavo de litro, duelo francés entre Jean-Louis Tournadre y Jean-François Baldé, cuya victoria cayó del lado del primero.
| Pos. | Piloto                 | Moto              | Tiempo    | Pts. |  |
| ---- | ---------------------- | ----------------- | --------- | ---- |  |
| 1    | Jean-Louis Tournadre   | Yamaha            | 51:09.350 | 15   |  |
| 2    | Jean-François Baldé    | Kawasaki          | +0.490    | 12   |  |
| 3    | Jeffrey Sayle          | Armstrong-Rotax   | +0.760    | 10   |  |
| 4    | Roland Freymond        | MBA               | +17.890   | 8    |  |
| 5    | Jacques Cornu          | Yamaha            | +26.410   | 6    |  |
| 6    | Jean-Louis Guignabodet | Kawasaki          | +29.050   | 5    |  |
| 7    | Gabriel Gabria         | Yamaha            | +32.040   | 4    |  |
| 8    | Tony Head              | Waddon-Rotax      | +33.250   | 3    |  |
| 9    | Martin Wimmer          | Yamaha            | +43.750   | 2    |  |
| 10   | Massimo Matteoni       | Bimota-Yamaha     | +48.710   | 1    |  |
| 11   | Patrick Chatelet       | Yamaha            |           |      |  |
| 12   | Eero Hyvärinen         | Yamaha            |           |      |  |
| 13   | Christian Estrosi      | Pernod            | +1 Vuelta |      |  |
| 14   | Pierluigi Aldrovandi   | Yamaha            | +1 Vuelta |      |  |
| Ret  | Hervé Guilleux         | Onbekend          | Ret       |      |  |
| Ret  | Christian Sarron       | Yamaha            | Ret       |      |  |
| Ret  | Sito Pons              | Kobas-Rotax       | Ret       |      |  |
| Ret  | Patrick Igoa           | Yamaha            | Ret       |      |  |
| Ret  | Éric Saul              | Chevallier-Yamaha | Ret       |      |  |
| Ret  | Patrick Fernandez      | Bimota-Bartol     | Ret       |      |  |
| Ret  | Didier de Radiguès     | Chevallier-Yamaha | Ret       |      |  |
| DNS  | Thierry Espié          | Pernod            | Boicot    |      |  |
| DNS  | Jean-Marc Toffolo      | Rotax             | Boicot    |      |  |
| DNS  | Carlos Lavado          | Yamaha            | Boicot    |      |  |
| DNS  | Anton Mang             | Kawasaki          | Boicot    |      |  |
| DNQ  | Patrick Fernandez      | Bimota-Bartol     | Boicot    |      |  |

## Resultados 125cc
En 125 cc., Pier Paolo Bianchi se colocó en cabeza, seguido por August Auinger, Hugo Vignetti y Jean-Claude Selini. Los dos primeros
romperían pronto y Sellini se escaparía solo hacia el triunfo, mientras que Vignetti no pudo contener al finés Johnny Wickström, que acabaría segundo.
| Pos. | Piloto               | Moto       | Tiempo    | Pts. |
| ---- | -------------------- | ---------- | --------- | ---- |
| 1    | Jean-Claude Selini   | MBA        | 45:47.780 | 15   |
| 2    | Johnny Wickström     | MBA        | +30.220   | 12   |
| 3    | Hugo Vignetti        | Sanvenero  | +37.480   | 10   |
| 4    | Willy Pérez          | MBA        | +40.450   | 8    |
| 5    | Matti Kinnunen       | MBA        | +48.480   | 6    |
| 6    | Alfred Waibel        | MBA        | +59.240   | 5    |
| 7    | Gerhard Waibel       | Seel-MBA   | +59.600   | 4    |
| 8    | Olivier Liégeois     | Sanvenero  | +1:03.930 | 3    |
| 9    | Alex Bedford         | MBA        | +1 Vuelta | 2    |
| 10   | Esa Kytölä           | MBA        | +1 Vuelta | 1    |
| 11   | Per-Edvard Carlsson  | MBA        |           |      |
| 12   | Jacky Hutteau        | MBA        |           |      |
| 13   | Henk van Kessel      | MBA        |           |      |
| 14   | Lucio Pietroniro     | MBA        |           |      |
| 15   | Jan Bäckström        | MBA        |           |      |
| 16   | Andrés Sánchez       | MBA        |           |      |
| 17   | Paul Bordes          | MBA        |           |      |
| 18   | Frédéric Michel      | MBA        |           |      |
| 19   | Werner Schmied       | MBA        |           |      |
| 20   | François Wirtz       | MBA        |           |      |
| 21   | Iván Palazzese       | MBA        |           |      |
| Ret  | Maurizio Vitali      | MBA        | Ret       |      |
| Ret  | Pierluigi Aldrovandi | MBA        | Ret       |      |
| Ret  | August Auinger       | Bartol-MBA | Ret       |      |
| Ret  | Pier Paolo Bianchi   | Sanvenero  | Ret       |      |
| DNS  | Bruno Kneubühler     | MBA        | Boicot    |      |
| DNS  | Eugenio Lazzarini    | Garelli    | Boicot    |      |
| DNS  | Hans Müller          | MBA        | Boicot    |      |
| DNS  | Ángel Nieto          | Garelli    | Boicot    |      |
| DNS  | Ricardo Tormo        | Sanvenero  | Boicot    |      |